# Aarolfingen
Aarolfingen est un projet d'urbanisme suisse.
Le projet utopique, né à la fin des années 1960 et au début des années 1970, est de créer un nouveau centre urbain multipolaire de 330 000 habitants composé de 18 communes argoviennes et 15 communes soleuroises autour des villes d'Aarau, Olten et Zofingue.
Situé sur une zone densément peuplée du plateau suisse, à mi-chemin entre les agglomérations de Berne, Bâle, Lucerne et Zurich, ce nouveau centre urbain devait être doté des équipements d'une grande ville, tels qu'une université, dans le but de freiner le mitage du plateau.
Le projet, soutenu au niveau de la Confédération, est alors rejeté par les planificateurs régionaux, le canton de Soleure ainsi que par la population. Le projet est classé en 1974.
Une collaboration régionale entre les trois villes existe depuis 1999 avec la « plate-forme Argovie Soleure » et un projet d'agglomération, présenté en 2004, coordonne la politique d'aménagement de la région sous la forme d'une communauté. 